# Пекарня

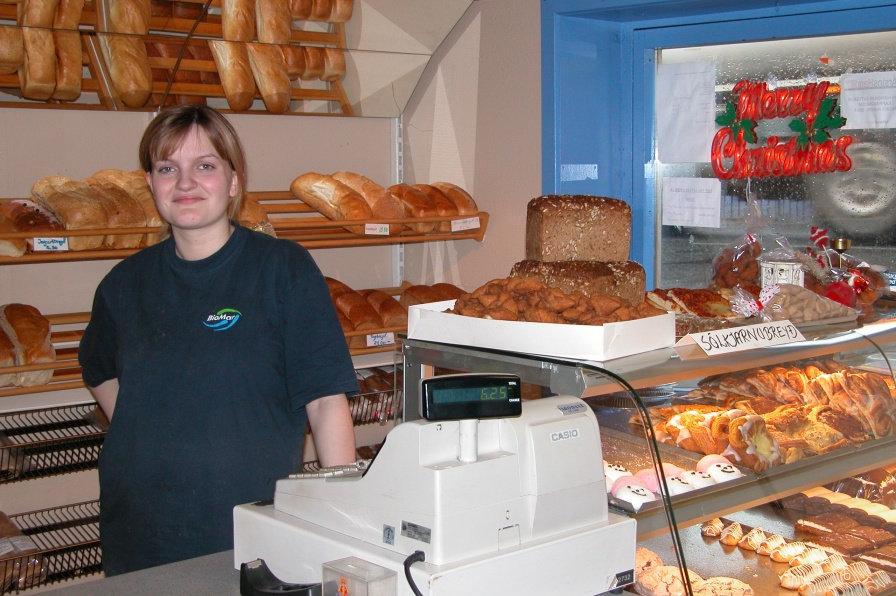
Торговое помещение пекарни, Фарерские острова.

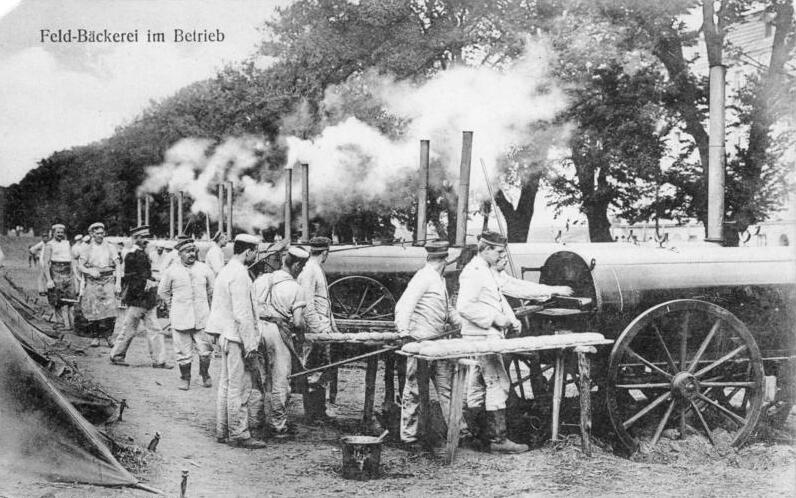
Передвижные пекарни, Германия.

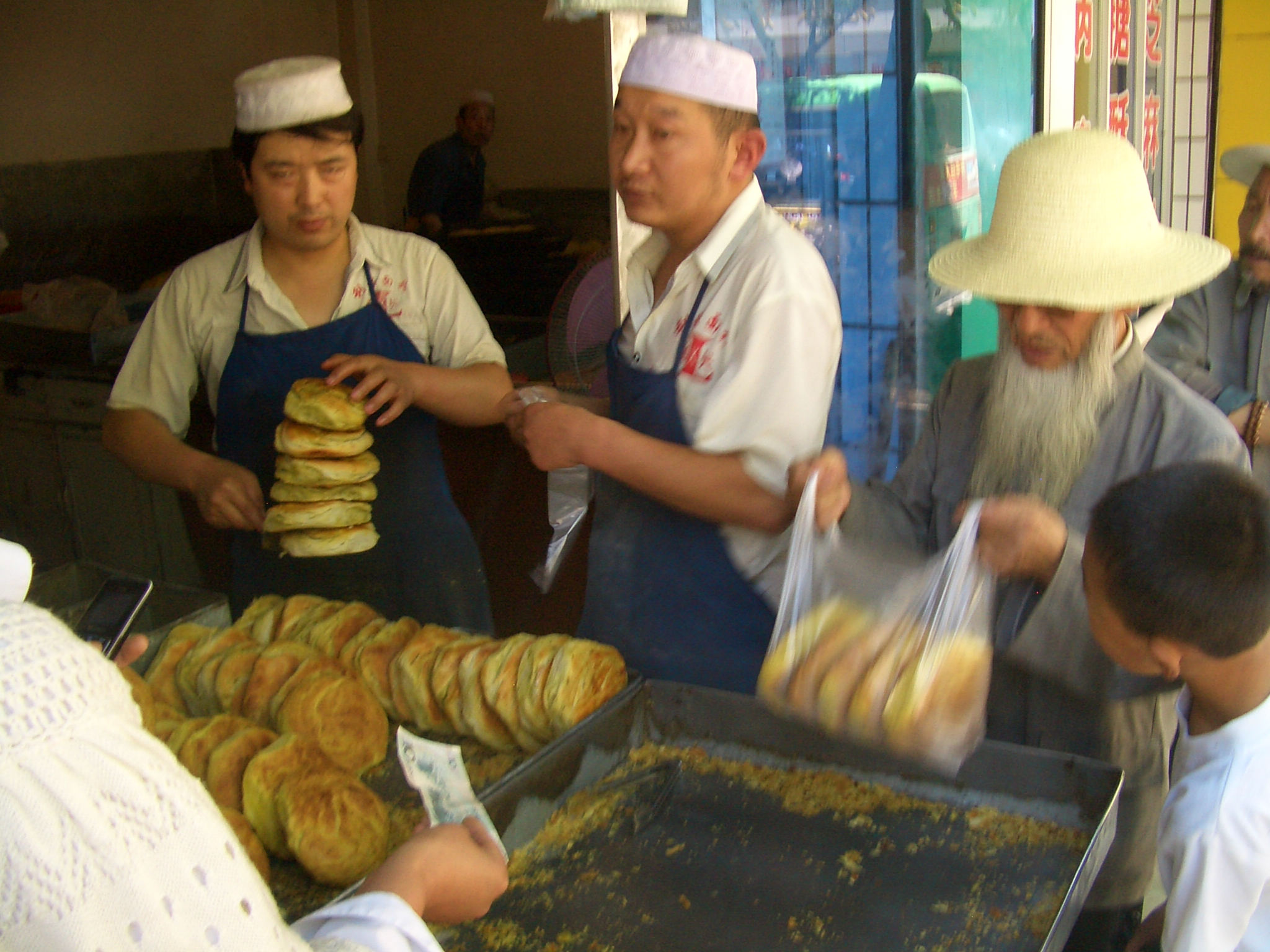
В отличие от ханьцев, предпочитающих паровые маньтоу и баоцзы, хуэйцы любят печёные хлебобулочные изделия.

Пека́рня — небольшое немеханизированное предприятие по выпечке и реализации хлебобулочных и кондитерских изделий, как правило, также реализующее их на месте. 

## История
Типичный ассортимент пекарен составляют различные хлеб, торты, пирожные и пироги.
Некоторые пекарни также сочетают в себе функции кафе. В них имеются оборудованные для организации общественного питания залы, а ассортимент, помимо собственно хлебобулочных и кондитерских изделий, также включает чай или кофе для клиентов, желающих употребить их продукцию прямо в помещении.
Технологический процесс производства хлебобулочных изделий в пекарне состоит из следующих основных этапов:
- приём и хранение сырья;
- подготовка сырья к пуску в производство;
- приготовление теста;
- разделка теста;
- выпечка изделий;
- хранение и реализация выпеченных изделий.

Особые требования предъявляются к хлебопекарням, обслуживающим действующую армия и флот. В России полевые хлебопекарни появились во время Первой мировой войны. В годы Великой Отечественной войны во Всесоюзном НИИ хлебопекарной промышленности были разработаны оборудование и технология, предназначенные для выпечки хлеба в полевых условиях, включая специальные хлебопекарни: передвижные пекарни на автомобилях с прицепами, флотские хлебопекарни (размещаемые на кораблях).